# گزا زیچی
گِـزا زیچی (مجاری: Géza Zichy؛ ۲۲ ژوئیهٔ ۱۸۴۹ – ۱۴ ژانویهٔ ۱۹۲۴) آهنگساز، نوازنده پیانو، رهبر ارکستر و شاعر اهل مجارستان بود.
وی نخستین نوازندهٔ تک‌دست حرفه‌ای پیانو در جهان محسوب می‌شود.
گزا زیچی که از خانواده‌ای اشرافی بود، دست راستش را در جریان یک حادثه در شکار از دست داد، اما از آنجایی که مصمم به یادگیری و نوازندگی پیانو بود، این کار را تنها با دست چپ انجام داد. او از سال ۱۸۷۳ میلادی به مدت ۶ سال، شاگردِ فرانتس لیست بود.
ادوارد هانسلیک دربارهٔ او گفته است که او «بزرگترین مروارید دنیای مدرن پیانوست.»
وی از سال ۱۸۹۱ تا ۱۸۹۴ رهبر ارکستر «اپرای سلطنتی مجارستان» بود که جایگزین گوستاو مالر شد.